# Хайнрих Рорер
Хайнрих Рорер (на немски: Heinrich Rohrer) е швейцарски физик, носител на Нобелова награда за физика за 1986 г. за изобретяването на сканиращия тунелен микроскоп.

## Биография
Роден е на 6 юни 1933 г. в Букс, Швейцария. През Втората световна война следва физика в неутралната Швейцария, в Швейцарския федерален технологичен институт (ETH-Zürich), където слуша лекциите на Волфганг Паули. Докторската му дисертация е върху промяната на размерите на свръхпроводници при фазови преходи, причинени външно магнитно поле. Следването му е прекъснато от отбиването на военната му служба, в планините на Източна Швейцария. Жени се през 1961 г., като голяма част от медения си месец прекарва в САЩ, изследвайки топлопроводимостта на свърхпроводници от II тип и метали, заедно с Берни Серин, в Университета Рутгърс в Ню Джърси.
През 1963 г. започва работа в изследователския център на IBM в Рюшликон, близо до Цюрих. Там той изследва магнитните фазови преходи.
През 1974 г. заедно с Винс Джакарино и Алън Кинг, в Калифорнийския университет в Санта Барбара изследва свойствата на ядрения магнитен резонанс.
През 1986 г. си поделя Нобелова награда за физика с Герд Биниг, за изобретяването на сканиращия тунелен микроскоп.
Умира на 16 май 2013 г. във Волерау, Швейцария.